# Albert Giger
Albert Giger (ur. 7 października 1946 w Rhäzüns, zm. 4 września 2021) – szwajcarski biegacz narciarski, brązowy medalista olimpijski.

## Kariera
Igrzyska olimpijskie w Grenoble w 1968 r. były jego olimpijskim debiutem. Zajął tam 30. miejsce w biegu na 15 km techniką klasyczną. Największy sukces w karierze osiągnął podczas igrzysk olimpijskich w Sapporo w 1972 r. Wspólnie z Aloisem Kälinem, Alfredem Kälinem i Eduardem Hauserem zdobył brązowy medal w sztafecie 4 × 10 km. Na tych samych igrzyskach zajął 14. miejsce w biegu na 15 km. Igrzyska olimpijskie w Innsbrucku w 1976 r. były ostatnimi w jego karierze. Zajął tam 7. miejsce w biegu na 30 km oraz 11. miejsce w biegu na 15 km.
Giger startował także na mistrzostwach świata w Wysokich Tatrach oraz na mistrzostwach świata w Falun zajmując odpowiednio piąte i szóste miejsce w sztafecie.
Giger pięciokrotnie (w latach: 1971, 1973, 1976, 1977 i 1978) zwyciężał w najważniejszym szwajcarskim maratonie narciarskim – Engadin Skimarathon. Żaden inny biegacz nie poprawił tego osiągnięcia Gigera. Jest on także pierwszym zawodnikiem, który pokonał trasę tego biegu w czasie poniżej dwóch godzin.

## Osiągnięcia

### Igrzyska olimpijskie
| Miejsce | Dzień     | Rok  | Miejscowość | Konkurencja             | Czas biegu | Strata   | Zwycięzca          |
| ------- | --------- | ---- | ----------- | ----------------------- | ---------- | -------- | ------------------ |
| 30.     | 10 lutego | 1968 | Grenoble    | 15 km stylem klasycznym | 47:54,2    | +3:32,4  | Harald Grønningen  |
| 14.     | 7 lutego  | 1972 | Sapporo     | 15 km stylem klasycznym | 45:28,24   | +1:10,12 | Sven-Åke Lundbäck  |
| 3.      | 13 lutego | 1972 | Sapporo     | Sztafeta 4 × 10 km      | 2:04:47,94 | +2:12,12 | ZSRR               |
| 7.      | 5 lutego  | 1976 | Innsbruck   | 30 km stylem klasycznym | 1:30:29,38 | +1:48,33 | Siergiej Sawieljew |
| 11.     | 8 lutego  | 1976 | Innsbruck   | 15 km stylem klasycznym | 43:58,47   | +1:48,60 | Nikołaj Bażukow    |

### Mistrzostwa świata
| Miejsce | Dzień     | Rok  | Miejscowość  | Konkurencja             | Czas biegu | Strata   | Zwycięzca         |
| ------- | --------- | ---- | ------------ | ----------------------- | ---------- | -------- | ----------------- |
| 21.     | 17 lutego | 1970 | Vysoké Tatry | 15 km stylem klasycznym | 47:04,71   | +2:00,79 | Lars-Göran Åslund |
| 5.      | 19 lutego | 1970 | Vysoké Tatry | Sztafeta 4 × 10 km      | 2:06:36,47 | +3:22,12 | ZSRR              |
| 22.     | 20 lutego | 1974 | Falun        | 15 km stylem klasycznym | 41:39,10   | +1:26,61 | Magne Myrmo       |
| 6.      | 21 lutego | 1974 | Falun        | Sztafeta 4 × 10 km      | 2:03:15,85 | +3:25,29 | NRD               |

### Puchar Świata
W sezonach 1973/1974 - 1980/1981 Puchar Świata rozgrywany był nieoficjalnie.

#### Miejsca w klasyfikacji generalnej
- sezon 1973/1974: ?
- sezon 1974/1975: 19.
- sezon 1975/1976: 18.

#### Miejsca na podium
1. Kastelruth – 9 stycznia 1974 (30 km) – 3. miejsce